# 사브스키베나츠

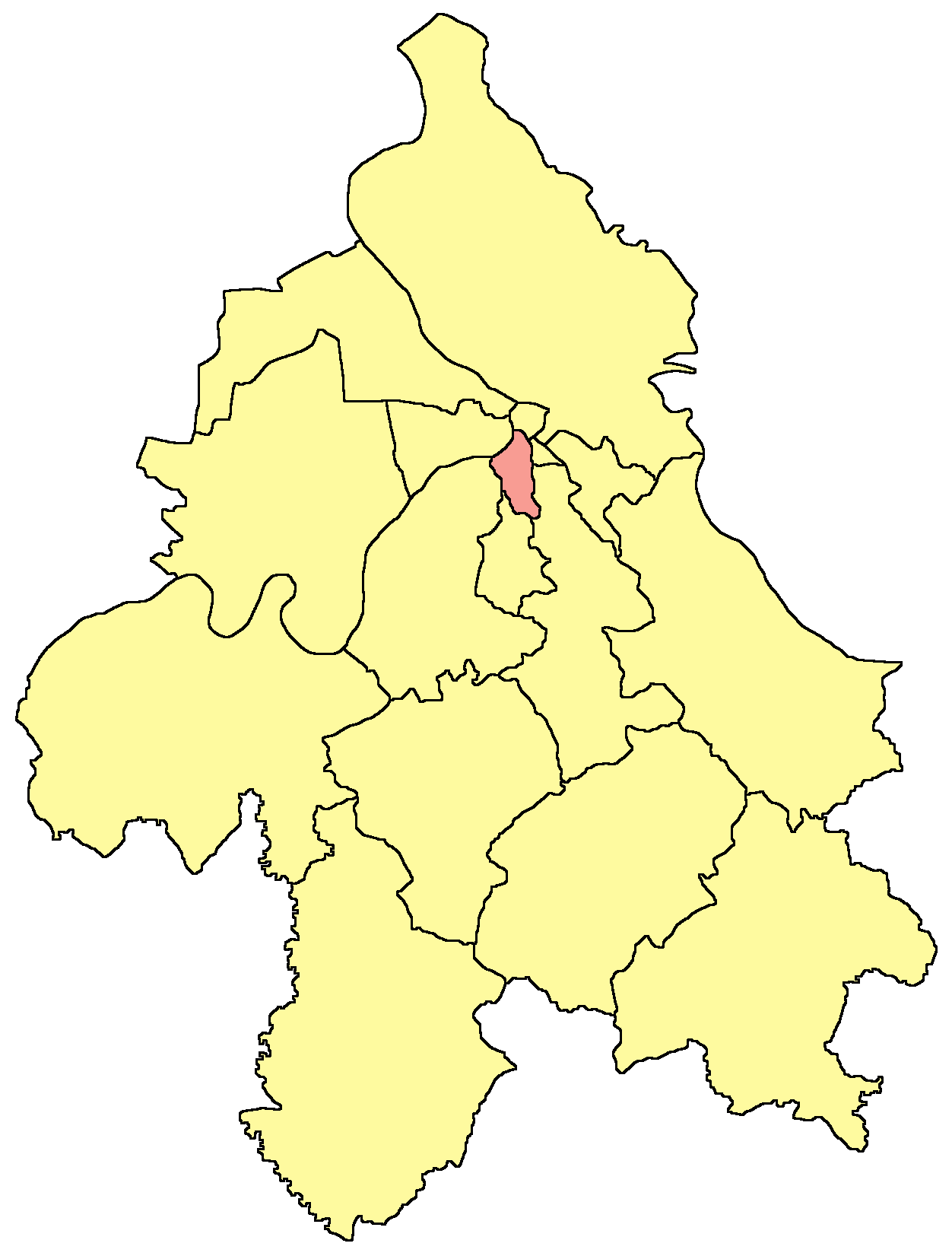
베오그라드시 지도에 표시된 사브스키베나츠의 위치

사브스키베나츠(세르비아어: Савски Венац / Savski Venac)는 세르비아의 수도인 베오그라드를 구성하는 17개 지방 자치체 가운데 하나로 면적은 16km2, 인구는 39,122명(2011년 기준)이다. 베오그라드 중부에 위치하며 사바강 우안과 접한다.

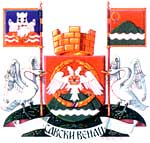
시 문장